# Ferkessédougou
Ferkessédougou är en ort i Elfenbenskusten. Den ligger i distriktet Savanes, i den centrala delen av landet, 300 km norr om huvudstaden Yamoussoukro.